# 第104師団 (日本軍)
第104師団（だいひゃくよんしだん）は、大日本帝国陸軍の師団の一つ。1938年（昭和13年）に留守第4師団の担当で編成された特設師団である。最初の三単位師団として編成された第26師団より後の編成であるが、第104師団は2個連隊構成の歩兵旅団を2つ持つ甲編成の作戦師団として編成された。

## 沿革
1938年（昭和13年）6月16日動員下令、同年6月25日の大陸命第120号にて満州に派遣され、この時期張鼓峰事件が発生したため琿春方面に出動したが、8月11日に停戦となり大連に帰還する。その後、9月19日に新設された第21軍戦闘序列に編入広東作戦に投入され、10月12日に第18師団とともにバイアス湾から奇襲上陸し広東を攻略した。広東陥落後は従化付近に駐屯し、警備と治安維持に従事する。
1940年（昭和15年）2月9日に大陸命第415号にて第21軍が廃止され、新設の南支那方面軍戦闘序列に編入、1941年（昭和16年）1月13日の大陸命第481号にて南支那方面軍戦闘序列を解かれ一時帰還、隷下の歩兵第170連隊が抽出され独立混成第21旅団として仏印方面に転用となり三単位師団に改編された。同年7月5日の大陸命第503号により第23軍戦闘序列に編入、再度出動しさまざまな作戦に参加した。
太平洋戦争開戦後も第23軍隷下華南に在り、1944年（昭和19年）に大陸打通作戦が開始されると、第二段湘桂作戦に参加し9月16日広東省肇慶を、11月4日広西省武宣を攻略、6日には象県を占領する。粤漢作戦では1945年（昭和20年）1月15日広東省恵州を攻略、18日には海豊を占領する。その後は海豊周辺に展開し連合国軍の中国南部上陸に備えていたが、連合国軍の中国南部上陸は無く、同地で終戦を迎えた。

## 師団概要

### 歴代師団長
- 三宅俊雄 中将：1938年（昭和13年）6月25日 - 1938年（昭和13年）11月17日
- 浜本喜三郎 中将：1938年（昭和13年）11月17日 - 1940年（昭和15年）12月2日
- 菰田康一 中将：1940年（昭和15年）12月2日 - 1942年（昭和17年）8月1日
- 鈴木貞次 中将：1942年（昭和17年）8月1日 - 1945年（昭和20年）3月23日
- 末藤知文 中将：1945年（昭和20年）3月23日 - 終戦

### 参謀長
- 片岡董 騎兵大佐：1938年（昭和13年）7月3日 - 1939年4月6日[1]
- 塘真策 歩兵大佐：1939年（昭和14年）4月6日 - 1939年8月1日[2]
- 佐久間亮三 騎兵大佐：1939年（昭和14年）8月1日[3] - 1940年11月13日
- 内野宇一 大佐：1940年（昭和15年）11月13日 - 1942年4月24日[4]
- 日笠賢 中佐：1942年（昭和17年）4月24日 - 1943年3月18日[5]
- 斎藤二郎 大佐：1943年（昭和18年）3月18日 - 1944年8月22日[6]
- 鈴木勇雄 大佐：1944年（昭和19年）8月22日 - 終戦[7]

### 最終所属部隊
- 歩兵第108連隊（大阪）：青野三郎大佐
- 歩兵第137連隊（大阪）：藤本末夫大佐
- 歩兵第161連隊（和歌山）：清水圓大佐
- 野砲兵第104連隊：横川止知少佐
- 工兵第104連隊：森立身少佐
- 輜重兵第104連隊：門口元一中佐
- 第104師団通信隊：猪瀬徳大尉
- 第104師団兵器勤務隊：福桝数一大尉
- 第104師団野戦病院：福田一郎軍医少佐
- 第104師団病馬廠：福岡孝寿獣医少佐